# Backsterův efekt
Backsterův efekt je domněnka, že rostliny měřitelným způsobem reagují na násilí či ohrožení a i na obdobné myšlenky osob ve svém okolí. Vyslovil ji v únoru roku 1966 vyšetřovatel Cleve Backster (27. února 1924, Lafayette Township, New Jersey, USA – 24. června 2013, San Diego, Kalifornie, USA), specialista CIA na práci s polygrafem, který reakci rostlin měřil na „detektoru lži“. Myšlenka vzbudila značnou pozornost nejen ve vědecké obci a v populární literatuře se stále vyskytuje, opakované pokusy o seriozní empirické ověření však předpokládaný efekt neprokázaly a domněnku tedy z hlediska vědy vyvrátily. Výsledky svých pokusů publikoval např. v International Journal of Parapsychology v roce 1968.
V červenci 1997 publikoval víkendový magazín novin The Sun rozhovor Derricka Jensena s Clevem Backsterem, který v něm vysvětloval, jak k objevu došlo a uvedl svůj názor na to, co vlastně objevil. Popsal několik různých druhů experimentů, které provedl a současně zhodnotil reakce vědecké obce. V závěru rozhovoru řekl: „Pokud to, co pozoruji, vysvětluji správně, pak mnoho teorií, na nichž jsme postavili naše životy, potřebuje úplné přepracování. Znal jsem biology, kteří říkali: Pokud má Backster pravdu, máme potíže. To by znamenalo radikální přehodnocení našeho místa na Zemi."
V prosinci 2013 napsal Michael Pollan pro magazín The New Yorker článek The Intelligent Plant. V něm popsal principy dle Backstera, názory vědecké obce, stručně uvedl obsah dvou knih, které byly vydány, resp. byly inspirovány jeho objevem.
Někteří vědci, zkoumající tuto oblast, to nazývají jako schopnost rostlin „číst“ myšlenky pomocí bioenergetických polí.

## Experiment

### Objevení

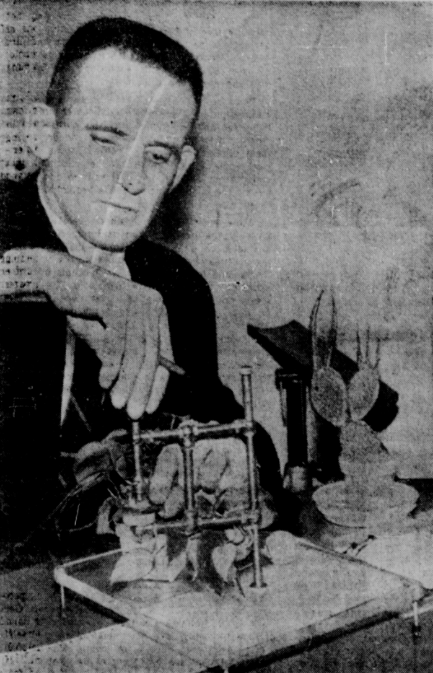
Cleve Backster pracuje s polygrafem při testu na filodendronu (1969).

Pokus probíhal 2. února 1966 v New Yorku na Manhattnu, kde měl Backster pronajaté prostory. V jedné místnosti prováděl školení v používání polygrafu. Jeho sekretářka do této místnosti, jako dekoraci, umístila dvě rostliny: Dračinec vonný (Dracaena fragrans) a fíkus (Ficus robusta). Backster měl za úkol se o tyto rostliny starat, tedy občas je zalít.
Při jednom zalévání dal dračinec pod vodovodní kohoutek a důkladně jej prolil vodou. Zajímalo ho, za jak dlouho se vláha dostane od kořenů, přes kmen až do listů. Princip celého pokusu spočíval v měření měrného odporu na konci listů. Změna odporu by ukazovala, že vláha dorazila do listů. to by zaznamenaly elektrody. Připevnil tedy k listům příslušnou část polygrafu. Očekával určitý průběh čáry zaznamenané polygrafem. Místo toho dostal odpověď, která se podobala odpovědím člověka, který byl testován na polygrafu a lhal, resp. měl strach, že tato lež bude odhalena. Podle Backstera stroj tedy zaznamenával strach, proto chtěl rostlinu ještě nějak více ohrozit.
Zkusil ponořit jeden list rostliny do horké kávy. Rostlina vykázala reakci, která by se u člověka dala vyložit jako znudění. Zhruba po 13 minutách a 55 sekundách měření jej napadlo, že by list mohl zapálit. Pouhá tato myšlenka vyvolala v rostlině silnou reakci. Zapálil tedy zápalku a přiblížil ji k jejím listům. Uvědomil si, že silnější reakce už nedosáhne, proto učinil pravý opak: zápalku zhasl a krabičku zápalek odnesl do vedlejší místnosti. Rostlina se ihned uklidnila. V dalších pokusech on a jeho spolupracovníci začali testovat desítky dalších rostlin, včetně salátu, cibule, pomerančů a banánů.

### Pokusy
Backster tuto reakci nazval základní vnímání (anglicky primary perception), protože soudil, že tyto reakce vycházejí z mnohem nižší, nejzákladnější úrovně organismu. Pro bližší zkoumání tohoto jevu navrhl následující experiment. V jedné části laboratoře nechal do vařící vody vhodit v náhodných intervalech krevety, v druhé části laboratoře byly měřeny reakce rostlin. Vznikla zde situace, jak zajistit, aby rostliny reagovaly skutečně na smrt krevet a ne na experimentátora, resp. jeho myšlenky.
Protože rostliny se již při několikahodinovém kontaktu s člověkem naladí na jeho mozkové vlny a „doprovází“ jej i na velké vzdálenosti. Nepomohlo, ani když s kolegou odešli do jeden blok vzdáleného baru. Později si uvědomili, že rostliny vůbec nereagují na průběh experimentu, ale na emoce z jejich rozhovoru. Situaci vyřešili tak, že koupi rostlin a instalaci polygrafu provedla osoba, která neměla s experimentem nic společného. Tak mohly rostliny reagovat jedině na krevety.
Backster poté pozoroval reakce různých živých organismů při mnoha různých situacích, např.:
- měl dva vzorky jogurtu, do jednoho dal elektrody pro měření reakce, do druhého vzorku dal antibiotika, první vzorek vykázal silnou reakci na „smrt“ bakterií jogurtu, tedy vzorku č.2;[4]
- měl vzorek jogurtu a kousek pečeného kuřete, které již bylo delší dobu v ledničce, takže v něm začaly bujně množit bakterie, když je ohříval, jogurt vykázal silnou reakci;[4]
- rostlina vykázala silnou reakci při rozbití vajíčka;[4]
- vzorek spermatu vykázal silnou reakci, když dárce vzdálený několik pokojů rozmělňoval amylnitrit, a následně jej začal inhalovat, sperma zcela „zdivočelo“.[4]

V následujících létech se několik vědců pokusilo reprodukovat tento objev, který nazvali jako tzv. Backsterův efekt.

### Backsterovy závěry
Ze svých pokusů usoudil, že živé organismy jako rostliny, bakterie, buněčné organismy apod. jsou navzájem na sebe napojeny (naladěny). Vyslovil názor, že na určité úrovni jsou si blíže než my lidé mezi sebou. Lidské buňky tuto schopnost sice také mají, ale na úrovni vědomí se tato jejich schopnost vytrácí. Zastavil se nad otázkami, zda tuto vědomou schopnost lidé měli, nebo ji ztratili a zda ji mohou získat.

## Závěry vědců a ověřování efektu třetími stranami

### Závěry vědecké obce z roku 1973
Vědci z východních států (Východní Evropa, Rusko, Asie) se k jeho výzkumu stavěli zcela jinak. Hlavně vědci z tehdejšího Sovětského svazu byli otevření jeho myšlenkám. V roce 1973 byl Backster požádán, aby se stal předsedou sekce pro komunikaci mezi člověkem, zvířetem a rostlinou na prvním setkání Mezinárodní psychotronické společnosti (Psychotronika), které se konalo v Praze. Zde vystoupil se svým příspěvkem „Evidence of Primary Perception at a Cellular Level in Plant and Animal Life“. Indičtí vědci byli protipólem západních vědců. Ti mu položili otázku: „Co Vám trvalo tak dlouho?“. Jeho výzkum přesně zapadal do mnoha myšlenek hinduismu a buddhismu.

### Závěry vědecké obce z roku 1975
Západní vědecká obec jeho výsledky přijímala skepticky, ignorovala je, nebo se je snažila různými argumenty vyvrátit. Např. někteří vědci tvrdili, že detektor mohl mít uvolněné kontakty. Někteří parapsychologové věřili, že Backster ovládá psychokinezi a díky tomu ovládá pero polygrafu. Mezi další argumenty proti efektu byl uveden vliv statické elektřiny, pohyb osob v místnosti, nebo změna vlhkosti v místnosti. Vědci nebyli ochotni přijmout existenci biokomunikace, protože to by znamenalo úplné přepracování mnoha teorií, vč. změn názoru na mnoho věcí.
V roce 1975 publikovali K. A. Horowitz, D. C. Lewis a dr. Edgar L. Gasteiger článek v časopisu Science, kde uvedli jejich výsledky při opakování jednoho z Backsterových pokusů: reakci rostliny na zabíjení žábronožek solných ve vroucí vodě. Vědci uzemnili rostliny, aby snížili elektrické rušení a opláchli je, aby odstranili částice prachu. Při pokusu použili pět pipet, kdy ve třech byly žábronožky a ve dvou byla jen sladká voda. Pipety byly vkládány do vroucí vody náhodně. Při tomto pokusu bylo použito celkem 60 dávek žábronožek, zatímco Backster použil jen 13. Pozitivní korelace nebyly v takovém poměru, aby to bylo považováno za statisticky významné. Negativní výsledky přinesly i další kontrolované experimenty, které se pokusily ověřit Backsterovy experimenty.
Botanik z Yaleovy univerzity dr. Arthur W. Galston (1920– 2008) a fyziolog Clifford L. Slayman, kteří zkoumali Backsterova tvrzení, napsali:
Neexistuje žádný objektivní vědecký důkaz o existenci takového komplexního chování v rostlinách. Zdá se, že nedávné množství populární literatury o „vědomí rostlin" bylo vyvoláno „experimenty" s detektorem lži, které byly následně zveřejněny a přikrášleny v knize Tajný život rostlin. Když se vědci v oboru fyziologie rostlin pokusili opakovat experimenty s použitím stejného nebo vylepšeného vybavení, výsledky byly rovnoměrně negativní. Další vyšetřování ukázalo, že původní závěry z pozorování pravděpodobně vznikly z chybných měřících postupů.
Dr. John M. Kmetz poznamenal, že Backster ve svých experimentech neprovedl řádné kontroly. Když byly provedeny kontroly, nebyly pozorovány žádné reakce rostlin na myšlenky nebo hrozbu.
V témže roce se pod vedením dr. Arthura W. Galstona sešla v New Yorku Americká asociace pro rozvoj vědy (American Association for the Advancement of Science), aby posoudila a rozhodla o tomto objevu. Vědecká obec tento objev vyvrátila. Jak řekl dr. Galstone: „Máme mezeru mezi tím, v co vědci věří, a tím, v co věří laická veřejnost,“ Neformální výzkum studentů biologie v Yaleově univerzitě naznačil, že asi čtvrtina testovaných rostlin dokázala vnímat a reagovat na lidské myšlenky. Vědci se shodli, že nešlo o to, zda rostliny mají v tkáních elektrické napětí. Toto napětí bylo pozorováno a zaznamenáváno po celá desetiletí. Otázkou je, zda toto napětí v rostlinách kolísá v reakci na myšlenku člověka, nebo na takové události, jako je zabíjení živých organismů, nebo krmení organismů.
Někteří vědci, jako např. dr. Edgar L. Gasteiger, dr. John M. Kmetz, Clifford L. Slayman se pokusili zopakovat Backsterovy experimenty, ale bez výsledků, které by potvrzovaly jeho pokusy. Sám Cleve Backster prohlásil, že reakce rostlin byly vždy spontánní, s minimální možností je opakovat, protože rostlina se na něj naladila a předem jako by věděla, že jeho záměr není skutečný, tedy: „Opakovatelnost a spontánnost nejdou spolu dohromady, dokud budou členové vědecké komunity zdůrazňovat opakovatelnost podle vědecké metodologie, nedostanou se ve výzkumu základního vnímání příliš daleko.“ „Rostlinná inteligence“ je hloupé rozptýlení, ne nové paradigma,“ napsal v nedávném e-mailu Clifford L. Slayman.

### Pokus v pořadu Bořiči mýtů (2006)
V televizním pořadu Bořiči mýtů bylo provedeno několik experimentů, s účelem ověřit pravdivost Backsterových výsledků. Testy zahrnovaly spojení rostlin s polygrafickým galvanometrem a použití skutečného nebo fiktivního (plánovaného) poškození rostlin nebo jiných subjektů v jejich blízkosti. Galvanometr vykazoval reakci asi jednu třetinu času. Experti, kteří byli v místnosti s rostlinou, předpokládali, že vibrace způsobené při jejich aktivitě nebo samotné místnosti mohly ovlivnit polygraf. Po izolaci rostliny polygraf vykazoval reakci o něco méně než jednu třetinu času. Pozdější experimenty s EEG také nedokázaly nic detekovat. Představitelé show dospěli k závěru, že výsledky testů nebyly opakovatelné a tedy, že teorie nebyla pravdivá.

## Knihy
Na téma reakcí rostlin vzniklo několik knih. Ve vědecké obci se diskutovalo o třech hlavních, viz níže.

### Primary Perceptionod Cleva Backstera
Cleve Backster ve své knize Primary Perception: Biocommunication with Plants, Living Foods, and Human Cells  popisuje 36 let vlastního výzkumu v oblasti biokomunikace, kdy pozoroval elektrické odezvy živých rostlin a jiných živých organismů. Svůj výzkum uzavřel konstatováním, že všechny formy života mají schopnost vzájemně reagovat, od rostlin a bakterií až po živočišné buňky. Za nejúžasnější část svého výzkumu považoval práci s lidskými leukocyty a byl přesvědčen, že jeho objevy otevřely nové paradigma ve vědě, ekologii a léčení. Jak sám řekl: „Cítil jsem jistotu, že informace se mezi rostlinami, bakteriemi, hmyzem, zvířaty a lidmi předávaly ve známých elektromagnetických frekvencích… vzdálenost, jak se zdálo, neznamenala žádné omezení.“

### The Secret Life of Plantsod Petera Tompkinse
Po zveřejnění experimentu autoři Peter Tompkins a Christopher Bird napsali knihu The Secret Life of Plants (česky vyšlo jako Tajný život rostlin). Kniha čtenáře informuje o překvapivých a kontroverzních experimentech, zkušenostech s neobvyklými projevy života rostlinného světa, jako je např. vnímání rostlin, jejich schopnost přeměny prvků, nebo komunikace rostlin s duchovním světem. Autoři pojednávají o progresivním, ekologicky šetrném zemědělství a zamýšlejí se nad metafyzickými implikacemi popisovaných experimentů. Tato kniha ovlivnila americkou veřejnost. Docházelo např. k tomu, že lidé začali hrát rostlinám hudbu Wolfganga Amadea Mozarta. Lidé si vytvářeli o rostlinách romantické představy, jako již dříve např. dva zahradníci 18. století, Luther Burbank a George Washington Carver, kteří s rostlinami „údajně hovořili a naslouchali jim". Většinu závěrů a tvrzení, které byly v knize uvedeny nešlo vědecky ověřit. Tato kniha vyvolala ve vědecké obci jistou autocenzuru.

### What a Plant Knowsod Daniela Chamovitze
Daniel Chamovitz, je izraelský biolog, který je autorem knihy What a Plant Knows: A Field Guide to the Senses. Tvrdí, že Tompkins a Bird vytvořili důležitý základ pro výzkum chování rostlin, protože vědci se obávali jakýchkoli studií, které by naznačovaly paralely mezi zvířecími smysly a rostlinnými smysly. Chamovitz v knize přehodnocuje smysly rostlin z vědecké perspektivy.